# Will Donkin
William Rupert James Donkin (chino: 沈子貴; pinyin: Shěn Zǐguì; Oxford, Inglaterra, 26 de diciembre de 2000) es un futbolista británico-taiwanés que juega como extremo izquierdo en el Shanghai Port de la Superliga de china. Es internacional con la selección nacional de fútbol de China Taipei desde el 14 de noviembre de 2017.

## Carrera profesional
Donkin nació en Oxford, de padre inglés y madre taiwanesa. Vivió en Ámsterdam desde muy joven. Fue al colegio Eton College y jugó en el 1er XI de la Asociación escolar con sólo quince años. Durante su estancia en Eton, representó a las Escuelas Independientes de Inglaterra (ISFA) en las categorías sub-14, sub-15 y sub-16.
A los nueve años fue ojeado por la academia del Barnet, antes de fichar por el Chelsea a los once. Jugó para la Academia del Chelsea durante cinco años, ganando numerosos honores, incluido el Torneo Internacional Sub-15 de la Premier League, donde marcó en la final durante una victoria por 2-1 sobre el Manchester City.
En marzo de 2017, fue fichado por el Crystal Palace para jugar en su equipo sub-18, donde ayudó al equipo a ganar la liga del sur en su primera temporada. El 28 de septiembre de 2019 fichó por el Stabæk Fotball de la Eliteserien, aunque no pudo jugar con el primer equipo hasta el 1 de enero de 2020.
En septiembre de 2020, Donkin fichó por el Balzan, de la Premier League de Malta, con un contrato de un año. Tras disputar solo tres partidos como suplente con el Balzan, Donkin fue cedido al Mosta, también de la Premier League de Malta, hasta el final de la temporada. El 6 de marzo de 2021, Donkin marcó su primer gol como profesional en la victoria por 5-1 ante el Senglea Athletic.
El 31 de agosto de 2022, Donkin fichó por el Shenzhen, de la Superliga de china.El club se disolvió en enero de 2024.
El 12 de febrero de 2024, Donkin fichó por el también club de la Superliga china Shanghai Port.

## Selección nacional

### Juvenil
El 7 de octubre de 2018, fue convocado con la selección sub-19 para el Campeonato Sub-19 de la AFC 2018. Jugó todos los minutos de la campaña de China Taipéi en el torneo, que terminó con su eliminación en el último puesto de su grupo.

### Absoluta
En octubre de 2017 se supo que el seleccionador de Taiwán, Gary White, estaba buscando jugadores afincados en Europa con ascendencia taiwanesa para representar al equipo, tras haber convocado también al centrocampista del Ross County Tim Chow. En noviembre, se anunció que Donkin también había sido convocado tras impresionar con la selección sub-19 durante los entrenamientos. Debutó con 16 años como suplente en el minuto 85, pero no pudo evitar que Taiwán quedara eliminada de la clasificación para la Copa Asiática 2019 a manos de Turkmenistán. Regresó a la selección en diciembre para disputar el Torneo Internacional de la CTFA de 2017, ganándose los aplausos al aparecer desde el banquillo en los 3 partidos, en total dio 2 asistencias de gol y estrelló un balón en el larguero en sus actuaciones
En noviembre de 2018, fue convocado con la selección de China Taipei para la segunda ronda del Campeonato de Fútbol de Asia Oriental de 2019.
Los aficionados taiwaneses han apodado a Donkin «Doughtnut Boy» por la traducción de su apellido al mandarín.

## Clubes
| Club           | País    | Año             |
| -------------- | ------- | --------------- |
| Stabæk         | Noruega | 2019-2020       |
| Balzan F. C.   | Malta   | 2020-2021       |
| Mosta F. C.    | Malta   | 2021 (Cedido)   |
| Mosta F. C.    | Malta   | 2021-2022       |
| Shenzhen F. C. | China   | 2022-2023       |
| Shanghái Port  | China   | 2024-actualidad |